# Godfrey Bloom
Godfrey William Bloom TD (Lewisham, 22 novembre 1949) è un ex politico britannico, europarlamentare (MEP) per lo Yorkshire e Humber dal 2004 al 2014.
Venne eletto per il Partito per l'Indipendenza del Regno Unito nel corso delle elezioni europee del 2004 e del 2009, rappresentando l'UKIP fino a settembre 2013, quando l'UKIP gli ritirò la party whip. Poi come Indipendente rimase al parlamento europeo fino alla fine del suo mandato nel maggio 2014. Bloom il 13 ottobre 2014 si dimise dall'UKIP.
Durante il suo mandato, avendo espresso sia opinioni in materia di cambiamenti climatici, che commenti controversi, venne stigmatizzato dal suo leader di partito.

## Biografia
Bloom è nato il 22 novembre 1949, figlio di Alan Bloom e sua moglie, Phyllis. Suo padre servì, nel corso della Seconda guerra mondiale, come pilota di caccia.  Venne educato alla St Olave's Grammar School, alla Royal Military Academy di Sandhurst, e al Royal College of Defence Studies. Nel 1977 venne commissionato nel Royal Corps of Transport (Territorial Army) nel 1977. Nel 1986, ha sposato Katryna (Katie) Skowronek, fisioterapista equina.  Ha raggiunto il grado di maggiore nel Royal Logistic Corps e ha lasciato il TA nel 1996.
Ha inoltre lavorato come economista finanziario. Nel 1996 avvertì, su Money Marketing, che i "split caps" non erano il solido investimento sicuro, e più tardi, nel corso dell'anno spiegò sul Financial Adviser i pericoli di quella che sarebbe diventata una "precipitazione d'obbligazioni". Nel 1996 fece parte del pannello di consulenza normativo di Francis Maude dal quale poi si è dimesso. Nella sua ultima posizione, ha lavorato come direttore della società d'investimento TBO, nella quale è uno dei principali azionisti.

## Carriera politica
Nel 2004, l'elezione di Bloom nel seggio dello Yorkshire e Humber, il primo seggio dell'UKIP nella regione nelle elezioni europee. Venne rieletto nel 2009. È membro della Commissione per i problemi economici e monetari e della Commissione per i diritti della donna e l'uguaglianza di genere.
Il 20 settembre del 2013, durante la sua conferenza di partito, l'UKIP gli ritirò la whip. Nel corso di una riunione della conferenza di partito si era scherzosamente riferito al suo pubblico femminile come a delle "puttane". Successivamente, fu protagonista per strada, di uno scontro con il giornalista, colpendolo in testa con la brochure della conferenza; inoltre avrebbe minacciato il giornalista ITV Paul Brand, dicendo: "Tu mi tratti male, avrai molto peggio di quello che ho fatto a Crick [...] questa è una minaccia per qualsiasi giornalista."
Il 24 settembre 2013 rinunciò alla sua party whip, pur mantenendo la sua iscrizione al partito. La sua dichiarazione fu: "Ho sentito da qualche tempo che il 'Nuovo UKIP' non è davvero più adatto a me". Ha anche minacciato Crick ancora una volta, dicendo che stava pensando di prendere le riprese e che Michael Crick potrebbe essere la prima cartuccia, se non è il mio presidente di partito."
Nel dicembre del 2013, a seguito delle sue varie controversie, Bloom ricevette il Plain English Campaign's Foot in Mouth Award. Un portavoce disse che Bloom è stata "una scelta schiacciante", che "potrebbe facilmente aver vinto questo premio in almeno altre due occasioni [...] [lui è] una macchina da gaffe inducente al sussulto e abbiamo potuto riempire una pagina o due con le sue imprudenze citando il solo 2013 ".
Bloom e Crick s'incontrarono di nuovo nel maggio 2014. I due si strinsero la mano, pranzarono insieme e Bloom ringraziò Crick, descrivendo l'incidente come un "momento decisivo" che gli fece capire che egli "non era veramente adatto alla politica di partito".

## Opinioni e controversie

### Crisi bancaria e finanziaria
Nel 2009, Bloom venne espulso dalla Mansion House per aver disapprovato Lord Turner e aver dato dei premi al personale dopo il massiccio fallimento normativo del 2008-2009. Secondo il Daily Telegraph fu il primo uomo ad essere espulso da John Wilkes alla fine del XVIII secolo. In una lettera all'UKIP, Turner scrisse che "Mr. Bloom non riceverà ulteriori inviti a eventi della Mansion House né sarà benvenuto al ricevimento annuale di Bruxelles. [...] Per quanto riguarda eventi futuri della Mansion House, cercheremo un eurodeputato diverso dell'UKIP come potenziale ospite." Bloom firmò la petizione con disgusto al cavalierato per i fallimenti di Hector Sants. È membro del Ludwig von Mises Institute.
Bloom fu co-autore del Premio Wolfson alla Richiesta Economica con il professor Pat Barron e il professor Philipp Bagus. Avvertì che le agenzie di credito sarebbero state "castrate" dall'eccessiva regolamentazione dell'UE. Bloom sostiene che la maggior parte degli eurodeputati hanno "poca o nessuna esperienza del business" e non capiscono le conseguenze delle loro azioni.

### Diritti delle donne
Poche settimane dopo essere stato nominato alla Commissione per i diritti della donna e l'uguaglianza di genere del Parlamento europeo il 20 luglio 2004, Bloom disse ad un intervistatore che "nessun piccolo uomo d'affari che si rispetti, con un cervello al posto giusto, impiegherebbe mai una signora di età riproduttiva." Intorno allo stesso tempo, disse che "io non credo che [le donne] puliscano abbastanza dietro il frigo" e che "io sono qui per rappresentare le donne dello Yorkshire che hanno sempre cenato sul tavolo quando arrivi a casa." Bloom disse a Today di BBC Radio 4 che i suoi commenti vennero "detti per divertimento" per illustrare un punto più grave, che la legislazione degli uguali diritti stava, secondo lui, ponendo le donne senza lavoro.
Bloom confessò che aveva visitato i bordelli di Hong Kong. Egli affermò di non aver mai consumato le visite, e ha anche sostenuto che "giovani donne terrorizzate costrette a prostituirsi, spesso dall'Europa orientale [...], sono solo un piccolissimo aspetto del commercio di carne", e concluse che "in breve, la maggior parte delle ragazze lo fanno perché vogliono."
Dopo aver invitato studenti dal Women's Rugby Club dell'Università di Cambridge a Bruxelles nel 2004, venne accusato di violenza sessuale, rendendo "osservazioni sessiste e misogine" e utilizzando un linguaggio offensivo durante una cena. Uno studente consegnò una lettera formale di protesta al Presidente del Parlamento europeo, criticando pesantemente il comportamento di Bloom. Bloom, che ha sponsorizzato il club con 3000 £ l'anno, ammise di aver fatto commenti misogini, ma negò le molestie sessuali.
In un articolo per politics.co.uk nel mese di agosto del 2013, Bloom ha tentato di mettere le cose in chiaro circa le sue precedenti osservazioni sulla parità di genere. Egli ha sostenuto contro le quote per le donne nei consigli di amministrazione, ha affermato che il femminismo era una "moda passeggera" creata da "donne acute, noiose, della classe media di un certo genere fisico" e che eventuali uomini che hanno sostenuto il femminismo sono stati "individui leggermente logorati e politicamente corretti che prendono la sabbia a calci in faccia sulla spiaggia." Egli ha detto che le donne stessero meglio a "[cercare] la senape nella dispensa" che a guidare una macchina.

### Cambiamento climatico
Bloom rifiuta il riscaldamento globale di origine antropica. Egli disse nel 2009: "Per quanto mi riguarda il riscaldamento globale dall'uomo non è altro che una ipotesi che non ha avuto alcuna base di fatto. Ogni giorno molti scienziati stanno modificando le proprie opinioni iniziali".

### Bombardamento della Rainbow Warrior
Alla Conferenza ONU sui cambiamenti climatici del 2009 a Copenhagen, Bloom venne filmato di fronte alla nave ammiraglia di Greenpeace, la Rainbow Warrior II, dicendo: "Qui abbiamo una delle barche più veramente fasciste dal 1945, fecero bene i francesi ad affondare una di queste cose." Si riferiva ai bombardamenti del predecessore della nave del 1985 da parte di agenti del governo francese, in cui venne ucciso il fotografo olandese Fernando Pereira. Dopo le critiche, il video è stato rimosso dal canale YouTube di Bloom ed egli disse che aveva dimenticato la morte.

### Altre controversie
Nel dicembre 2008, Bloom condotto da un interno dopo aver fatto un discorso al Parlamento europeo in stato di ebbrezza, the second occasion on which he was accused of being drunk in the chamber. Durante il discorso, Bloom disse che i deputati provenienti da Polonia, Repubblica Ceca e Lettonia non capiscono le relazioni economiche. Nel febbraio 2012, Bloom interruppe un dibattito con la questione se la squadra di rugby femminile dell'Università di Cambridge avesse dovuto indossare il logo sulla parte anteriore o posteriore delle loro camicie. In seguito ha ammesso il consumo di alcol e di antidolorifici "molto pesanti" dopo aver rotto la clavicola in un incidente a cavallo.
Il 24 novembre 2010, Bloom venne espulso dal Parlamento europeo dopo aver diretto uno slogan nazista all'eurodeputato tedesco Martin Schulz che stava parlando in un dibattito sulla crisi economica in Irlanda. Bloom interruppe Schulz e gridò: "Ein Volk, ein Reich, ein Führer" a lui. Egli ha poi proceduto a chiamare quest'ultimo "un fascista non democratico", un'osservazione per cui venne rimosso dalla camera. Il leader del gruppo europarlamentare laburista, Glenis Willmott, ha descritto il suo comportamento come "un insulto a tutti coloro che hanno combattuto contro il fascismo", mentre il leader del gruppo liberal-democratico Fiona Hall lo ha descritto come una "vergogna nazionale".
Al culmine dello scandalo delle spese parlamentari del 2009, Bloom lamentò la mancanza di buone maniere della classe politica. Sul suo sito sottolineò che, a differenza di molti altri, non avrebbe impiegato i membri della famiglia nel suo staff parlamentare. Bloom in seguito ammise che tre membri del suo staff vennero anche impiegati part-time in TBO, la società in cui è azionista di maggioranza, e uno di questi è la nipote di sua moglie. Bloom non è riuscito a dichiarare il suo interesse per TBO ai funzionari del Parlamento europeo e nel 2008 la compagnia di Bloom TBO è stata multata di 28000 £ dalla Financial Services Authority per aver 'presentato un "rischio inaccettabile" per i clienti' Nell'agosto 2014 TBO è stata multata e condannata a pagare più di 2 milioni di sterline in danni ad una coppia di pensionati, dopo aver ignorato la loro richiesta di pianificazione finanziaria prudente e aver "scommesso" il denaro di quasi tutti i loro clienti sugli investimenti ad alto rischio con una perdita quasi totale.
Nel luglio 2013, Bloom ha fatto un discorso sugli aiuti esteri della Gran Bretagna, in cui ha fatto riferimento a paesi come "Bongo Bongo Land". Un video è stato passato al giornale The Guardian. A spokesman for UKIP was reported as saying that Bloom's remarks were being "discussed right at the very highest level of the party". Dopo aver rifiutato di scusarsi, in seguito si è rammaricato dei commenti ma ha chiarito dicendo che mentre lui intendeva essere dispregiativo, ha deplorato il fatto che aveva provocato offesa e non significava che lui fosse razzista. Il leader del partito Nigel Farage più tardi gli ha chiesto di non usare mai più quella frase.
In un'intervista nel mese di agosto del 2013, Bloom ha descritto il primo ministro David Cameron come "piccione a torso; il genere di tipo che ho usato picchiare."
Nel corso di un'intervista della LBC nel novembre 2013, ha chiamato per i lavoratori del settore pubblico e i disoccupati che hanno perso il diritto di voto.
Nel mese di gennaio 2014, l'emittente Michael Crick ha dichiarato che pur sostenendo la mozione "nel dopo-guerra la Gran Bretagna ha visto troppa immigrazione" in un dibattito presso la Oxford Union, Bloom ha chiesto ad uno studente disabile che parlava contro il movimento se fosse Riccardo III. Secondo Crick, Bloom gli ha detto che lo studente aveva preso la sua osservazione "in buono spirito" condividendo entrambi una bevanda durante un ricevimento dopo-dibattito, suggerendo a Crick di confermare ciò con lo studente. Crick ha seguito il suggerimento per cui lo studente ha accettato la versione degli eventi di Bloom, affermando che, anche se il commento non era "molto bello", lui e Bloom andarono d'accordo, e che Bloom era "un uomo molto interessante con cui parlare." Il compagno sostenitore del moto, giornalista e autore Douglas Murray, descrive il commento di Bloom come "raccapricciante" e "la cosa più crudele."